# Continent

Animació on s'aprecien els diferents criteris de classificació dels continents utilitzats arreu del món. Segons el criteri Euràsia es pot dividir en Europa i Àsia o Amèrica es pot separar en Amèrica del Nord i Amèrica del Sud.

Un continent és una vasta extensió de terra emergida amb fronteres usualment delimitades per accidents del relleu. En geografia se'l pot considerar un tipus de macrounitat geogràfica (MUG), que està establerta per criteris fisicohistòrics. Per això trobem continents com Europa i Àsia que formen una única extensió de terra (Euràsia) però habitualment es consideren de manera separada.
El fet que la definició de continent sigui poc clara ha portat a l'existència de diferents models, amb diferent nombre de continents, que varia de quatre a set. Així mateix, aquests models han anat canviant al llarg de la història amb la descoberta de nous territoris.
En la seva accepció més estesa, la zona continental inclou també les illes situades a poca distància de les costes continentals. Des d'un punt de vista científic, els continents inclouen les illes que són a les plaques continentals, com per exemple l'illa de Madagascar respecte a Àfrica.

## Història del concepte

### Primeres definicions

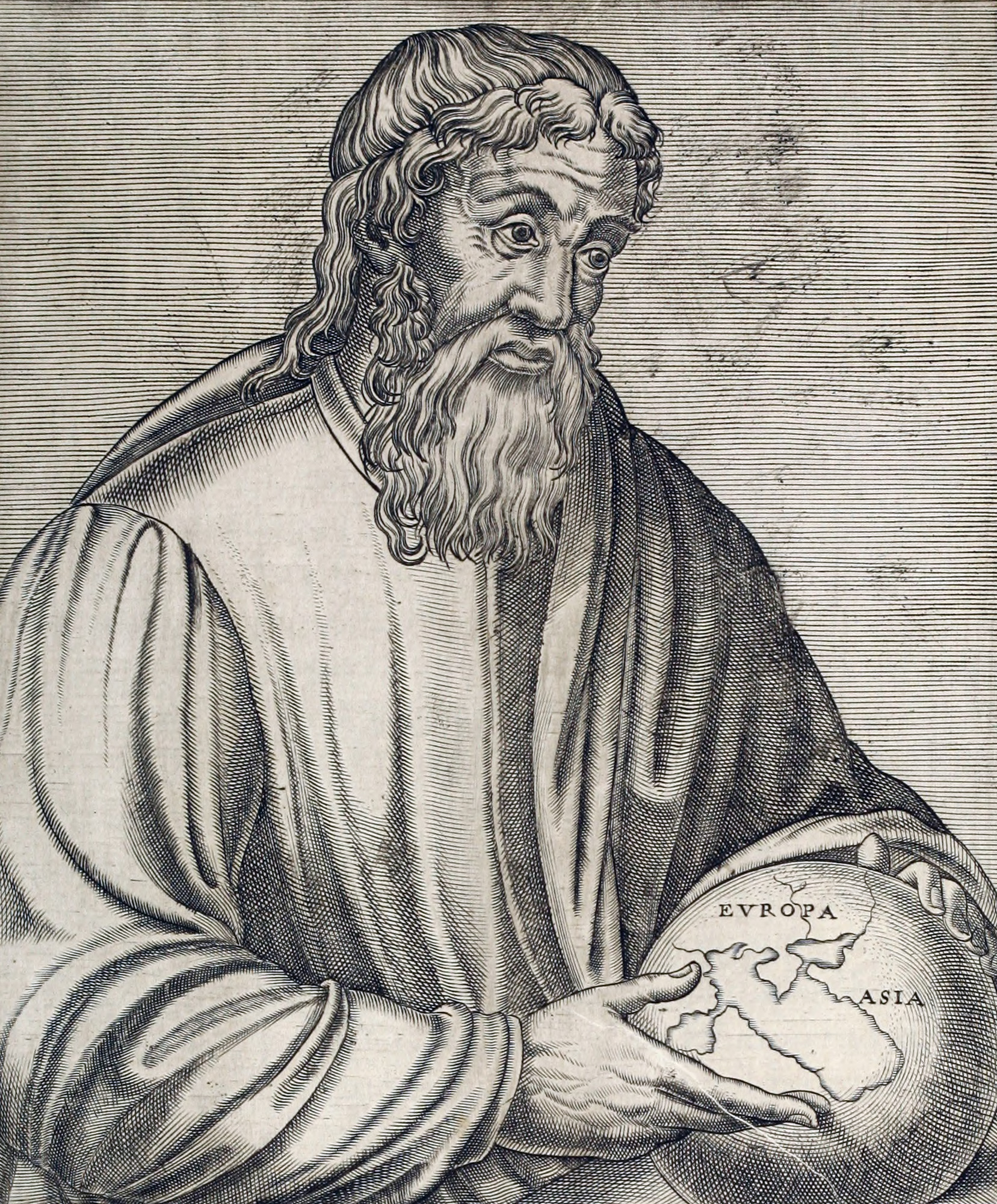
El geògraf grec Estrabó amb un globus del món mostrant Europa i Àsia

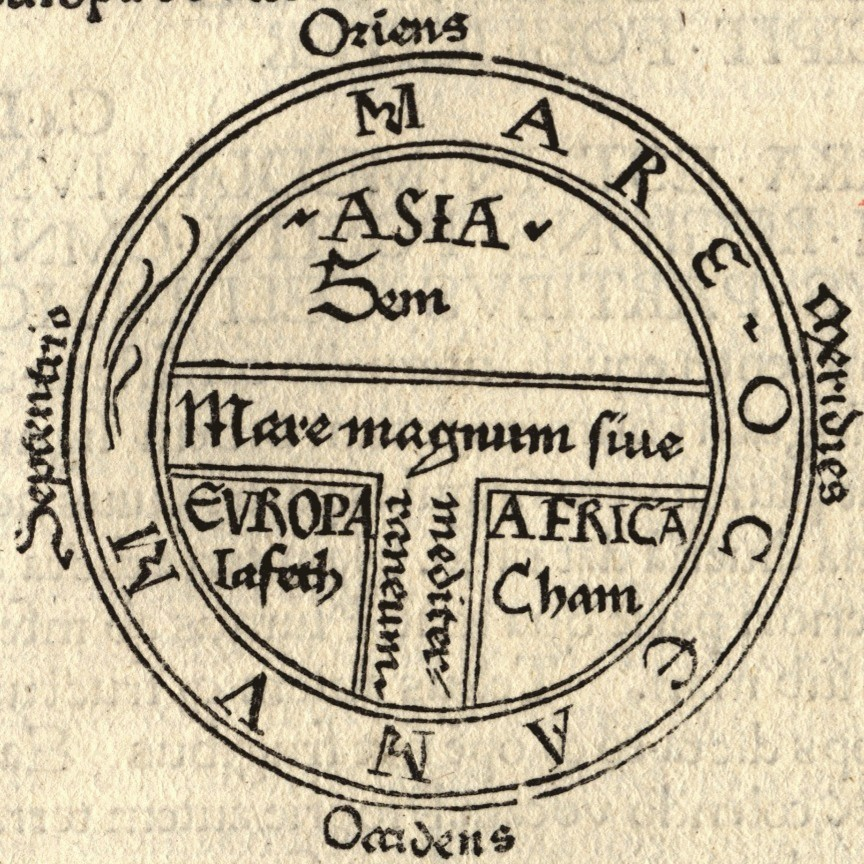
El mapa medieval T i O mostrant els tres continents.

La primera diferenciació entre els continents la van fer els antics navegants grecs, que van donar els noms de Europa i Àsia a les terres a banda i banda del mar Egeu, l'estret dels Dardanels, la mar de Màrmara, el Bòsfor i la mar Negra. Els noms van ser aplicats a les terres costaneres, i no seria fins molt més tard que també s'aplicarien als territoris que hi havia al darrere. Els pensadors de l'antiga Grècia van començar a debatre si l'Àfrica, llavors anomenada Líbia, havia de ser considerada com una part de l'Àsia o com una tercera part del món; finalment es va imposar una divisió en tres parts. Des del punt de vista grec, la mar Egea era el centre de món, amb l'Àsia a l'est, Europa al nord i a l'oest i l'Àfrica al sud.
Les fronteres entre els continents han anat variant al llarg del temps. Al principi, la frontera entre Europa i Àsia es va traçar a partir del mar Negre i al llarg del riu Rioni a Geòrgia. Més tard es va considerar que anava del mar Negre per l'Estret de Kertx, el mar d'Azov i al llarg del riu Don a Rússia. Habitualment el Nil es considerava com la frontera entre Àsia i Àfrica, Però al segle v aC Heròdot, s'oposava a aquesta consideració que posava Egipte entre dos continents. Per evitar això feia coincidir el límit entre Àsia i Àfrica amb la frontera occidental d'Egipte, cosa que posava el país a l'Àsia. També va qüestionar la divisió en tres parts del que era en realitat una sola massa de terra, un debat que continua gairebé dos mil·lennis i mig més tard.
Al segle iii aC Eratòstenes va notar que alguns geògrafs dividien els continents seguint els rius, com el Nil i el Don, considerant-los com a illes, mentre d'altres els dividien per istmes i els anomenaven penínsules. Aquests darrers fixaven la frontera entre Europa i Àsia en l'istme entre la mar Negra i la mar Càspia, i la frontera entre Àsia i Àfrica a l'istme entre la mar Roja i la boca del llac Bardawil a la mar Mediterrània.
A l'època romana i l'edat mitjana, alguns autors van prendre l'istme de Suez com la frontera entre Àsia i Àfrica, però la majoria continuava considerant el Nil o la frontera d'Egipte com el límit. Durant l'edat mitjana el món va ser representat al mapa conegut com a T i O, on la T representava les aigües que separaven els tres continents (la línia superior seria la Mediterrània, la mar Negra i el Don mentre que la vertical seria el Nil).

### Colom arriba a Amèrica
Quan Cristòfor Colom travessa l'Atlàntic i arriba a les Antilles el 1492, obre la via a l'exploració i a la colonització europea d'Amèrica. Tanmateix, malgrat els quatre viatges que va fer Colom a Amèrica, no va pensar mai que havia arribat a un nou continent; sempre va pensar que havia arribat a l'Àsia.

El mapa Universalis Cosmographia de Waldseemüller (1507) mostrant Amèrica separada d'Àsia

El 1501 Amerigo Vespucci i Gonçalo Coelho van intentar navegar al voltant del que ells consideraven el sud del continent asiàtic a l'oceà Índic. Abans d'arribar a les costes del Brasil van navegar al llarg de la costa d'Amèrica del Sud, confirmant que es tractava d'una terra de proporcions continentals i que arribava molt més al sud del que era conegut per l'Àsia. De tornada a Europa Vespucci va publicar, el 1502 o el 1503, un relat del seu viatge sota el títol de Mundus Novus (Nou Món), però sembla que va tenir l'ajut d'algun altre escriptor. Però, sigui quin sigui l'autor, en el llibre atribuït a Vespucci podem llegir He descobert un continent en aquelles regions del sud que està habitat per més persones i animals que la nostra Europa, Àsia o Àfrica,escrit que constitueix la primera identificació d'Amèrica com un continent igual que els altres tres.
Després d'alguns anys, el nom de Nou Món comença a aparèixer com el nom per a Amèrica del Sud als mapes, com per exemple l'Oliveriana (Pesaro) datat al voltant del 1504 i 1505. Els mapes de l'època encara mostren clarament Amèrica del Nord connectada amb Àsia i presenten Amèrica del Sud com una terra a part.
El 1507 Martin Waldseemüller va publicar un mapa del món, Universalis Cosmographia, que és el primer a mostrar Amèrica del Nord i del Sud separats d'Àsia i envoltats d'aigua. En un petit requadre sobre el mapa principal es mostrava explícitament Amèrica a l'est d'Àsia separada per un oceà, fet important perquè en el mapa principal Amèrica és situada a l'extrem esquerre i Àsia a l'extrem dret i podia haver-hi alguna confusió d'interpretació. En el llibre que l'acompanya, Cosmographiae Introductio, Waldseemüller indica que la terra es divideix en quatre parts, Europa, Àsia, Àfrica i una quarta part que va anomenar Amèrica, utilitzant el primer nom d'Amerigo Vespucci. Al mapa el mot Amèrica és situat a sobre de Sud-amèrica.

### Etimologia del mot «continent»
La paraula catalana «continent» és una traducció del llatí terra continens, que significava «terra connectada o porció de terra contínua». La paraula «continent» es va començar a utilitzar al segle xvi com a traducció dels textos grecs i llatins sobre les tres «parts» del món, encara que en aquestes llengües la paraula no tenia exactament el mateix significat que la paraula contemporània. Els textos renaixentistes començaren a utilitzar la paraula en diversos idiomes per referir-se a qualsevol porció de terra contínua, sense importar-ne la grandària. Així, alguns documents en anglès es referien a Irlanda o a Sumatra com a continents. Durant el segle xvi, Peter Heylin va escriure en el seu llibre Cosmographie que un continent és una «gran quantitat de terra que no està separada per cap mar de la resta del món, com el continent sencer d'Europa, Àsia i Àfrica». El 1722, Efraim Chambers, en Cyclopædia, va escriure que «el món està dividit en dos grans continents: el Vell Món i el Nou Món». I en l'atlas de 1752 d'Emanuel Bowen, l'autor va definir els continents com a «llargs espais de terra seca que comprenen molts països units sense cap separació d'aigua. Així, Europa, Àsia i Àfrica són un gran continent i Amèrica un altre». No obstant això, la idea europea antiga sobre Europa, Àsia i Àfrica com a «parts» del món va transcendir aquestes definicions i, fins a l'actualitat, encara són considerats continents separats en la majoria de les llengües del món.

## Definicions i aplicacions

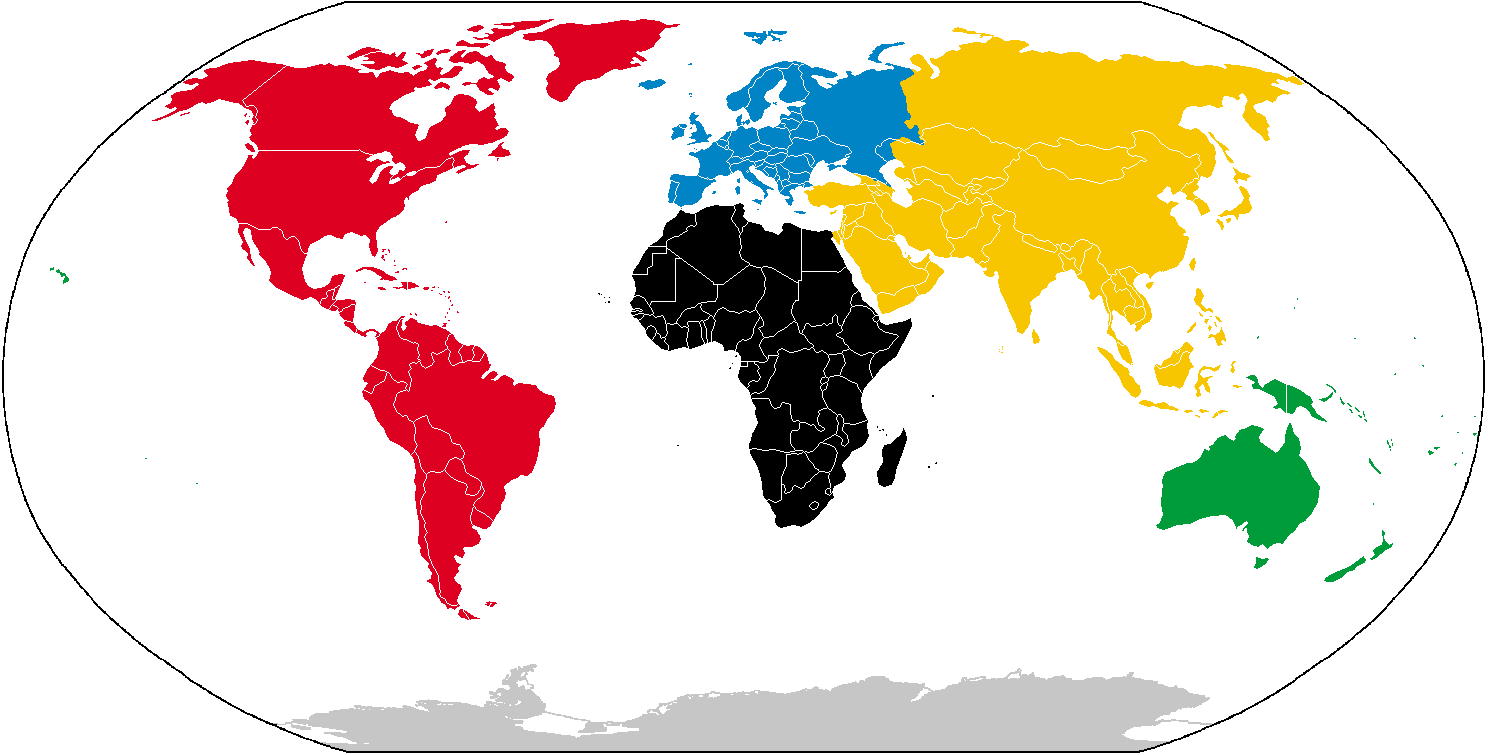
Els continents amb els colors que utilitza el Comitè Olímpic Internacional.

La bandera olímpica segueix un model de cinc continents.

Els continents són masses de terra llargues, contínues i discretes, idealment separades per masses d'aigua. No obstant això, alguns dels continents s'identifiquen per convenció i no pels criteris de separació física per aigua, com és el cas dels continents d'Europa, Àsia i Àfrica. Per altra banda en incloure les illes oceàniques properes i les plataformes continentals, la definició convencional dels continents no es limita a les masses contínues tampoc. Per exemple, les illes Britàniques són part d'Europa i Groenlàndia és a Amèrica. Dels set continents que, per convenció, existeixen, només l'Antàrtida i Oceania (o, més aviat, l'illa continental d'Austràlia) són continents separats que compleixen tots els criteris. Utilitzant la convenció de sis continents, l'Amèrica també compleix tots els criteris per definir-se idealment com a continent.
Van ser ben estructurades.
Les illes, per tant, s'agrupen amb el continent físicament més proper, encara que no coincideixi amb la seva pertinença política (per exemples les Illes Canàries serien part del continent africà malgrat ser part d'Espanya). En el cas d'Oceania i Àsia, moltes illes s'adscriuen a un o un altre per convenció quan hi ha dubtes fronterers (de fet Oceania és un conjunt d'illes, ja que l'única terra emergida contínua estricta és Austràlia).
L'Àsia i l'Àfrica estan unides per l'istme de Suez, mentre que l'Amèrica del Nord i l'Amèrica del Sud estan unides per l'istme de Panamà. Aquests istmes són molt estrets en comparació amb la massa continental adjacent i en l'actualitat són creuats per canals artificials (el canal de Suez i el canal de Panamà, respectivament), que separen, així, les masses de terra; per tant, podrien ser considerats com a continents separats que compleixen tots els criteris geològics. La divisió de la massa de terra d'Euràsia en els continents d'Europa i Àsia, és una convenció anòmala històrica sense cap fonament físic i geogràfic. La separació es manté per raons culturals i històriques, i per tant, geològicament Euràsia es considera un sol continent; aquest és el model que s'utilitza a Rússia.
L'Amèrica del Nord i l'Amèrica del Sud es consideren dos continents separats en el món angloparlant, Europa occidental (llevat d'Espanya) i la Xina. El model utilitzat a Llatinoamèrica, l'Iran, el sud d'Europa (península Ibèrica, Itàlia i Grècia) i en el moviment olímpic els considera subcontinents que formen un sol continent conegut com a Amèrica o les Amèriques. L'Amèrica Central, també és considerada com a subcontinent format per la sèrie d'istmes des de Tehuantepec fins al Panamà.

### Nombre de continents
Hi ha diferents models per diferenciar els continents:
| Nombre       | Continents                     | Continents                     | Continents                     | Continents             | Continents             | Continents | Continents | Fonts                                                                 |
| ------------ | ------------------------------ | ------------------------------ | ------------------------------ | ---------------------- | ---------------------- | ---------- | ---------- | --------------------------------------------------------------------- |
| 4 continents | Àfrica-Euràsia (el "Vell Món") | Àfrica-Euràsia (el "Vell Món") | Àfrica-Euràsia (el "Vell Món") | Amèrica (el "Nou Món") | Amèrica (el "Nou Món") | Antàrtida  | Oceania    | [ 15 ] [ 16 ] [ 17 ] [ 18 ] [ 19 ] [ 20 ] [ 21 ] [ 22 ] [ 23 ] [ 24 ] |
| 5 continents | Àfrica                         | Euràsia                        | Euràsia                        | Amèrica                | Amèrica                | Antàrtida  | Oceania    | [ 25 ] [ 26 ] [ 27 ] [ 28 ]                                           |
| 6 continents | Àfrica                         | Euràsia                        | Euràsia                        | Amèrica del Nord       | Amèrica del Sud        | Antàrtida  | Oceania    | [ 29 ] [ 30 ]                                                         |
| 6 continents | Àfrica                         | Àsia                           | Europa                         | Amèrica                | Amèrica                | Antàrtida  | Oceania    | [ 31 ]                                                                |
| 7 continents | Àfrica                         | Àsia                           | Europa                         | Amèrica del Nord       | Amèrica del Sud        | Antàrtida  | Oceania    | [ 29 ] [ 32 ] [ 33 ] [ 34 ] [ 35 ] [ 36 ]                             |

Atès que definició de continent és convencional i no pas el resultat d'un criteri específic, existeixen diferents models per classificar-los. A la península Ibèrica, Llatinoamèrica i alguns atles del Canadà, s'utilitza el model de cinc continents (o sis, incloent-hi l'Antàrtida):
- Àsia
- Àfrica
- Amèrica
- Europa
- Oceania

A la major part de l'Europa occidental, i al món angloparlant, s'utilitza el model de sis continents (o set, incloent-hi l'Antàrtida), dividint el continent americà en dos continents, que en el model ibèric són considerats com a subcontinents (Amèrica del Nord i Amèrica del Sud). Per tant, els continents d'aquest model són els següents.
- Àsia
- Àfrica
- Amèrica del Nord
- Amèrica del Sud
- Europa
- Oceania

A l'Europa Oriental (especialment a Rússia) i al Japó s'utilitza un model de sis continents, en què Europa i Àsia formen un sol continent (Euràsia), i Amèrica es divideix en dos continents.
Si es tingués en compte l'absència de separació per oceans (supercontinent), els continents serien: Euràsia, Àfrica (separada artificialment de l'anterior), Amèrica del Sud (separada artificialment de l'Amèrica del Nord), Oceania i l'Antàrtida.

## Dades comparatives

### Població

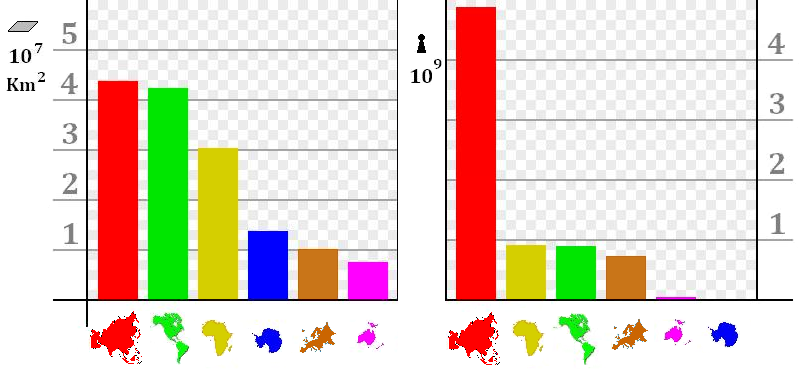
Comparativa de l'àrea i la població

Els humans es troben distribuïts entre els diferents continents de la següent forma.
| Continent        | Àrea       | Àrea        | Població      | Població    |
| Continent        | km²        | % del total | Aprox. 2021   | % del total |
| ---------------- | ---------- | ----------- | ------------- | ----------- |
| Àsia             | 44,614,000 | 29.6%       | 4.700.000,000 | 60%         |
| Àfrica           | 30,365,000 | 20.2%       | 1.400.000.000 | 17%         |
| Amèrica del Nord | 24,230,000 | 16.4%       | 600.000.000   | 7.6%        |
| Amèrica del Sud  | 17,814,000 | 11.9%       | 430.000.000   | 5.6%        |
| Antàrtida        | 14,200,000 | 9.4%        | 1.000         | 0.00002%    |
| Europa           | 10,000,000 | 6.8%        | 750,000,000   | 9.8%        |
| Oceania          | 8,510,900  | 5.7%        | 44,000,000    | 0.54%       |

### Punts culminants
| Continent        | Estat        | Punt culminant         | Altitud (metres) |
| ---------------- | ------------ | ---------------------- | ---------------- |
| Àsia             | Xina/Nepal   | Everest                | 8.848            |
| Amèrica del Sud  | Argentina    | Aconcagua              | 6.960            |
| Amèrica del Nord | Estats Units | Mont McKinley (Denali) | 6.194            |
| Àfrica           | Tanzània     | Kilimanjaro            | 5.895            |
| Europa           | Rússia       | Elbrús                 | 5.642            |
| Antàrtida        |              | Mont Vinson            | 4.897            |
| Oceania          | Indonèsia    | Puncak Jaya            | 4.884            |

A l'Àsia es troba el pic més alt del planeta, l'Everest, però també la totalitat dels 14 cims de més de 8.000 metres i totes les muntanyes de més de 7000 metres (vegeu llistat de les muntanyes més altes del món.). La gran majoria de les grans muntanyes es troben a les serralades de l'Himàlaia i del Karakoram, a les regions frontereres entre l'Índia, la Xina, el Pakistan i el Nepal.
El relleu sud-americà és determinat per la serralada dels Andes, situada al llarg de la costa est amb un traçat longitudinal de nord a sud, que s'acostuma a subdividir en tres grans conjunts (septentrional, central i austral), amb l'Aconcagua com a punt culminant (la muntanya més alta del planeta que no és a l'Àsia). El punt culminant de Nord-amèrica és el mont McKinley (o Denali), situat a Alaska.
El punt més alt del continent africà és el Kilimanjaro, un volcà apagat que es troba a la Gran Vall del Rift. A Europa les grans muntanyes són als Alps, amb el Mont Blanc com a punt culminant, i al Caucas, on se situaria el punt més elevat del continent, l'Elbrús, un antic volcà.
A l'Antàrtida la gran serralada del continent són les muntanyes Transantàrtiques, que s'estenen al llarg de 3.500 quilòmetres, formant una S, des de la costa del mar de Weddell (front l'illa de Berkner) fins a la costa de l'oceà Antàrtic (davant de les illes Balleny). Però el punt culminant es troba a la Serralada del Sentinella, al Massís Vinson.
A Oceania les grans elevacions es troben a l'illa de Nova Guinea amb el pic anomenat Puncak Jaya com a punt culminant. També hi ha muntanyes que superen els 3.000 metres a l'illa del Sud de Nova Zelanda.

### Esperança de vida
| Continent | Esperança de vida(anys) |
| --------- | ----------------------- |
| Europa    | 75                      |
| Oceania   | 75                      |
| Amèrica   | 74                      |
| Àsia      | 67,5                    |
| Àfrica    | 52                      |

La taula de la dreta mostra l'esperança de vida dels habitants de cada continent, seguint el model de cinc continents.
El continent africà es caracteritza per presentar l'esperança de vida més petita. Això és causat per una taxa de mortalitat força elevada, tot i que varia de manera important segons el territori. Per exemple, al Magrib la taxa de mortalitat és d'un 6‰, mentre que a l'Àfrica subsahariana arriba a valors del 15‰.
L'esperança de vida més elevada la trobem a Europa i Oceania. Al continent americà és una mica inferior a causa del fet que a l'Amèrica del Sud hi ha països en desenvolupament que tenen una esperança de vida força més baixa. Per exemple, a Bolívia l'esperança de vida seria tan sols d'uns 66,2 anys. Al continent asiàtic hi ha grans diferències respecte a l'esperança de vida, des dels 43,7 anys de l'Afganistan fins als 72,9 de la Xina.

## Geologia

### Plaques tectòniques i continents

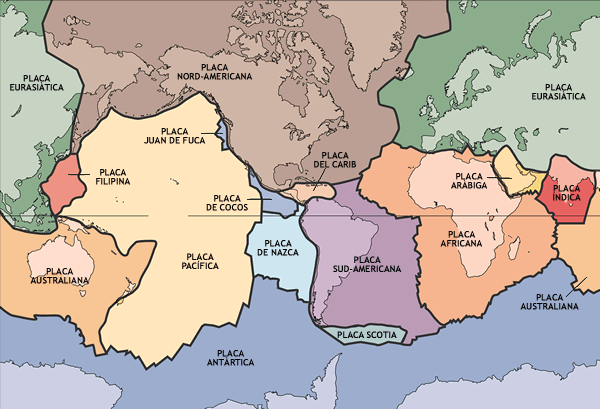
Plaques tectòniques de la Terra.

Els geòlegs utilitzen el terme "continent" de manera diferent als geògrafs. Més que simplement identificar grans masses de terra sòlida, els geòlegs utilitzen un criteri diferent per identificar-los. Els continents són porcions del mantell de la Terra caracteritzats per una plataforma estable de roques precàmbriques metamòrfiques i ignis (de 1.500 a 3.800 milions d'anys) de composició granítica generalment, anomenada crató; el centre d'aquesta plataforma és la superfície exposada, que dona forma als continents.
Altres regions continentals es consideren subcontinents si es troben sobre plaques tectòniques diferents de la resta de les regions de la mateixa massa continental. En aquest cas, l'Amèrica Central, que es troba en una placa diferent que Amèrica del Nord, seria un subcontinent, mentre que Califòrnia i les Baixes Califòrnies i una petita regió de l'oest mexicà conformarien un altre subcontinent. No obstant això, l'exemple més evident d'aquesta classificació són el subcontinent indi i la península Aràbiga. Una excepció a aquesta classificació és Groenlàndia: encara que es troba sobre la placa tectònica de l'Amèrica del Nord, sovint és considerada un subcontinent.

### Història dels continents
Fa desenes de milions d'anys hi havia un sol continent en el nostre planeta, anomenat Pangea (del grec,tota la Terra). La teoria de les plaques tectòniques explica com les diferents plaques que conformaven a la Pangea es van anar separant en dos continents Gondwana i Lauràsia, i es divideixen fins a arribar a la conformació actual que tenen els continents.

### Pangea

Pangea

Pangea (del grec pan, tot i Gea, Terra) és el nom donat al teòric supercontinent on es concentraren totes les masses continentals de la Terra fa entre 200 i 250 milions d'anys, en el Paleozoic.

Animació de la separació dels continents

Així, en l'Era Mesozoica, segons la Teoria de la Deriva dels Continents, la formació dels continents hauria seguit, a grans trets, els següents passos:
1. Durant el Triàsic Tardà (aproximadament 208 milions d'anys) comença a produir-se el desmembrament de Pangea en tres parts, Euràsia-Amèrica del Nord, Àfrica-Sud-amèrica i Antàrtida-Austràlia-Índia. El desenvolupament de l'oceà Pacífic i mars va permetre que corrents equatorials es desplacessin cap als pols.
2. A finals del Juràssic (al voltant de 144 milions d'anys) es va produir l'obertura de l'oceà Atlàntic, a través del desenvolupament de la Dorsal Atlàntica, mentre que l'oceà Pacífic apareix més definit i l'oceà Tethys conforma un corrent marí de caràcter circumglobal.
3. A les acaballes del Cretaci (fa uns 65 milions d'anys), els continents ja estan aproximadament configurats com en l'actualitat.

La paleogeografia té com a objectiu la reconstrucció de les condicions geogràfiques existents en la superfície terrestre al llarg dels temps geològics. Basant-se en les evidències de tota classe que mostren que la superfície de la terra ha anat canviant al llarg del temps. L'anàlisi de les roques sedimentàries i dels fòssils que s'hi troben permet de reconstruir el paleoambient d'un determinat interval temporal i la distribució de les terres emergides i dels mars epicontinentals de les conques oceàniques i deduir quines zones estaven submergides i en quina època ho estaven. L'àmbit en el temps de la paleogeografia abasta des de l'inici de formació de la terra en l'era arcaica fins a les darreres variacions importants en el nivell del mar del principi de l'Holocè.